# (12896) Geoffroy
(12896) Geoffroy (1998 QV102) – planetoida z pasa głównego asteroid okrążająca Słońce w ciągu 7,87 lat w średniej odległości 3,95 j.a. Odkryta 26 sierpnia 1998 roku.